# Once Again It's Christmas
| Đánh giá chuyên môn | Đánh giá chuyên môn |
| Nguồn đánh giá      | Nguồn đánh giá      |
| Nguồn               | Đánh giá            |
| ------------------- | ------------------- |
| Renowned for Sound  | [ 1 ]               |
| AllMusic            | [ 2 ]               |

Once Again It's Christmas là album ngày lễ của nam nghệ sĩ Kenny Rogers, phát hành vào ngày 25 tháng 9 năm 2015. Album có bao gồm những màn trình diễn của các nghệ sĩ khác như Alison Krauss và Jennifer Nettles.

## Danh sách và thứ tự các bài hát
Nguồn:
| STT              | Nhan đề                                                                                     | Sáng tác                                 | Thời lượng |
| ---------------- | ------------------------------------------------------------------------------------------- | ---------------------------------------- | ---------- |
| 1.               | "Once Again It's Christmas" (hợp tác với Larry Hall)                                        | Don Russell                              | 3:56       |
| 2.               | "There's a New Kid in Town" (hợp tác với Winfield's Locket)                                 | Don Cook, Curly Putman, Keith Whitley    | 3:50       |
| 3.               | "Here It Is Christmas/Baby, It's Cold Outside" (hợp tác với Larry Hall và Jennifer Nettles) | Frank Loesser, Kenny Rogers              | 2:55       |
| 4.               | "Little Drummer Boy" (hợp tác với Larry Hall)                                               | Henry Onorati, Harry Simeone             | 3:20       |
| 5.               | "Back to Bethlehem"                                                                         | Joe Collins, Joe Doyle                   | 3:41       |
| 6.               | "Winter Wonderland"                                                                         | Felix Bernard, Richard B. Smith          | 3:49       |
| 7.               | "Some Children See Him" (hợp tác với Larry Hall và Alison Krauss)                           | Alfred Burt, Wihla Hutson                | 4:23       |
| 8.               | "I'll Be Home for Christmas" (hợp tác với Larry Hall)                                       | Kim Gannon, Walter Kent, Buck Ram        | 2:46       |
| 9.               | "Children, Go Where I Send Thee" (hợp tác với Home Free)                                    | Truyền thống                             | 4:34       |
| 10.              | "That Silent Night" (hợp tác với Jim Brickman)                                              | Jim Brickman, Tom Douglas                | 3:42       |
| 11.              | "Light"                                                                                     | Steve Glassmeyer, Warren Hartman, Rogers | 4:08       |
| Tổng thời lượng: | Tổng thời lượng:                                                                            | Tổng thời lượng:                         | 41:04      |

## Xếp hạng

### Xếp hạng tuần
| Bảng xếp hạng (2015)                 | Vị trí cao nhất |
| ------------------------------------ | --------------- |
| Album Hoa Kỳ Billboard 200           | 197             |
| Album Hoa Kỳ Christian (Billboard)   | 11              |
| Album Hoa Kỳ Top Country (Billboard) | 18              |
| Hoa Kỳ Holiday Albums (Billboard)    | 3               |